# Okrug Senec
Okrug Senec nalazi se u zapadnoj Slovačkoj. Prema popisu iz 2001. 76,8 % stanovništva čine Slovaci, a 20,4 % čine Mađari. Nekad je ovdje postojala i manja hrvatska zajednica.
Na sjeveru ovaj okrug graniči s okrugom Pezinok, na zapadu s bratislavskim okruzima Bratislava II, Bratislava III i Bratislava V, te na jugu i istoku s okruzima Galanta i Dunajská Streda u Trnavskom kraju.
Sve do 1918. područje okruga bilo je dio ugarske Požunske županije u tadašnjoj Austro-Ugarskoj.

## Stanovništvo
| Godina:     | 1993.  | 2003.   | 2013.    | 2023.    |
| ----------- | ------ | ------- | -------- | -------- |
| Broj ljudi: | 50 269 | 53 763  | 72 167   | 105 075  |
| Razlika:    |        | +6,95 % | +34,23 % | +45,59 % |

| Godina:     | 2022.   | 2023.   |
| ----------- | ------- | ------- |
| Broj ljudi: | 102 397 | 105 075 |
| Razlika:    |         | +2,61 % |

## Gradovi
- Senec

## Općine
| - Bernolákovo - Blatné - Boldog - Čataj - Dunajská Lužná - Hamuliakovo - Hrubá Borša - Hrubý Šúr - Hurbanova Ves |  | - Hrvatski Grob (Chorvátsky Grob) - Igram - Ivanka pri Dunaji - Kalinkovo - Kaplna - Kostolná pri Dunaji - Kráľová pri Senci - Malinovo - Miloslavov |  | - Most pri Bratislave - Nová Dedinka - Reca - Rovinka - Tomášov - Tureň - Veľký Biel - Vlky - Zálesie |